# 770 هـ
770 هـ هي سنة في التقويم الهجري امتدت مقابلةً في التقويم الميلادي بين سنتي 1368 و1369.

## أحداث
- السلطان المغربي أبو فارس عبد العزيز يسترجع الجزيرة الخضراء.

## مواليد
- عبد الواحد الدكالي
- محمد الثالث المريني

## وفيات
- أبو إسحاق إبراهيم بن أبي بكر